# Lesencetomaj
Lesencetomaj es un pueblo ubicado en el distrito de Tapolca, en el condado de Veszprém, Hungría.

## Superficie
Posee una superficie de 24,08 kilómetros cuadrados.

## Demografía
Hasta 2019 la población era de 1069 habitantes, con una densidad de población de 44,39 habitantes por kilómetro cuadrado.